# Abies fraseri
L'abete di Fraser (Abies fraseri (Pursh.) Poir., 1817) è un albero della famiglia delle Pinaceae che vegeta sugli Appalachi.

## Etimologia
Il nome generico Abies, utilizzato già dai latini, potrebbe, secondo un'interpretazione etimologica, derivare dalla parola greca ἄβιος = longevo. Il nome specifico fraseri fu assegnato in onore di John Fraser, botanico scozzese collezionista di specie botaniche nordamericane, tra le quali A. fraser.

## Descrizione
È una conifera di taglia medio-piccola, a portamento conico, che raggiunge altezze di 25 m e il cui tronco può raggiungere 75 cm di diametro. La corteccia, liscia e grigia, con l'età si spacca in placche rossastre. I rami principali dipartono dal tronco ad angolo retto; i ramoscelli secondari sono opposti, di colore giallo-marrone pallido con peluria rossastra. Le gemme, resinose, sono di forma conica, marroni chiare, ad apice acuto; le perule che le rivestono sono triangolari, resinose, a margine intero e punta affilata.
Le foglie sono aghiformi, di colore verde scuro lucido, lunghe fino a 2,5 cm, con apice rotondeggiante o lievemente dentellato.
Gli strobili femminili, di color porpora scuro, sono cilindrici, lunghi fino a 6 cm e larghi fino a 4 cm, sessili, con punta rotondeggiante; le scaglie sono a forma di ventaglio, lunghe 3 cm, larghe 3,5 cm, lisce. Le brattee sono verdi-giallastre. Gli strobili maschili sono giallo-rossi o giallo-verdi. I semi, di colore marrone, sono lunghi fino a 5 mm, con ala purpurea di 5 mm. I cotiledoni sono circa cinque.

## Distribuzione e habitat
Specie endemica dei monti Appalachi e presente in Carolina del Nord, Tennessee e Virginia. Predilige quote montane comprese tra i 1.200 e i 2.000 m, esposte a settentrione e con suoli podzol e moderatamente acidi. Il clima di riferimento è quello montano, con estati fresche e inverni freddi e nevosi con precipitazioni annue variabili tra 850 e 2.000 mm. Può formare boschi puri alle alte quote, più comunemente in associazione con Picea rubens, Betula papyrifera, Tsuga caroliniana, Betula alleghaniensis, Sorbus americana, Acer saccharum e Fraxinus caroliniana. Ericaceae e altre erbe sono comuni nel sottobosco, così come veri e  propri tappeti di muschio (Hylocomium splendens).

## Tassonomia

### Sinonimi
Di seguito i sinonimi conosciuti:
- Abies balsamea subsp. fraseri (Pursh) A.E.Murray
- Picea fraseri (Pursh) Loudon
- Picea hudsonia Gordon
- Pinus fraseri Pursh

## Usi
Nonostante l'altezza non eccessiva rispetto ad altre specie, nella fascia orientale degli Stati Uniti è ampiamente utilizzato come albero di Natale per la fragranza, la forma e per la caratteristica dei suoi aghi di rimanere morbidi anche molto tempo dopo il taglio. Viene altresì utilizzato come albero ornamentale in giardini privati e pubblici.

## Conservazione
Oltre che dalle difficili condizioni climatiche in cui vegeta e dalla competizione con specie antagoniste, è minacciato soprattutto dall'insetto Adelges piceae, che dal 1957 al 1980 ha provocato la morte di quasi 2 milioni di esemplari, riducendo sostanzialmente la popolazione totale di abeti di Fraser, il cui areale è diventato molto frammentato con un'area di occupazione di circa 500 km². Al momento non sono ancora stati trovati rimedi efficaci per eliminare il parassita. La specie viene quindi inserita tra le specie in pericolo di estinzione nella Lista rossa IUCN (Endangered).

## Galleria d'immagini

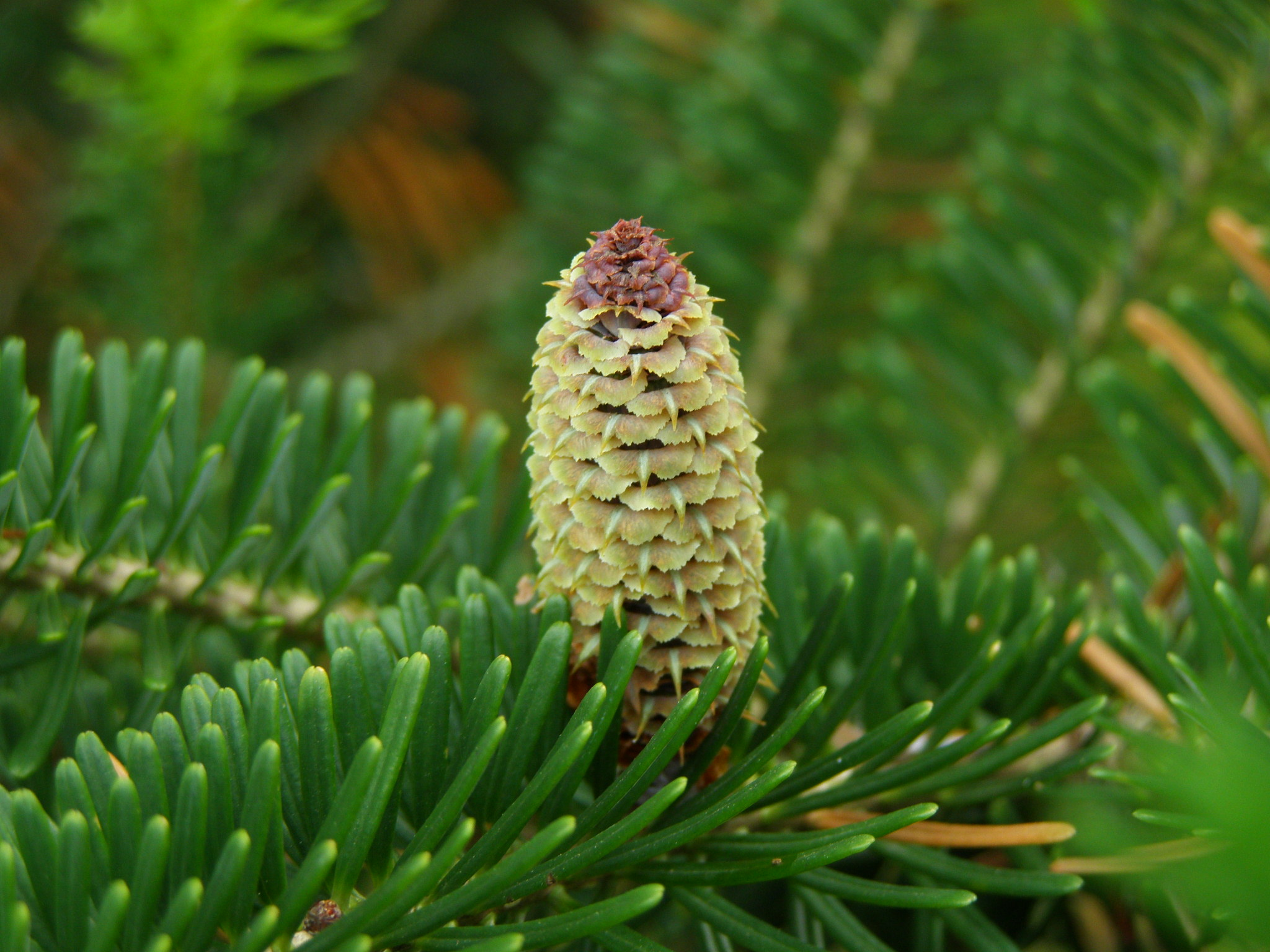
Strobilo femminile
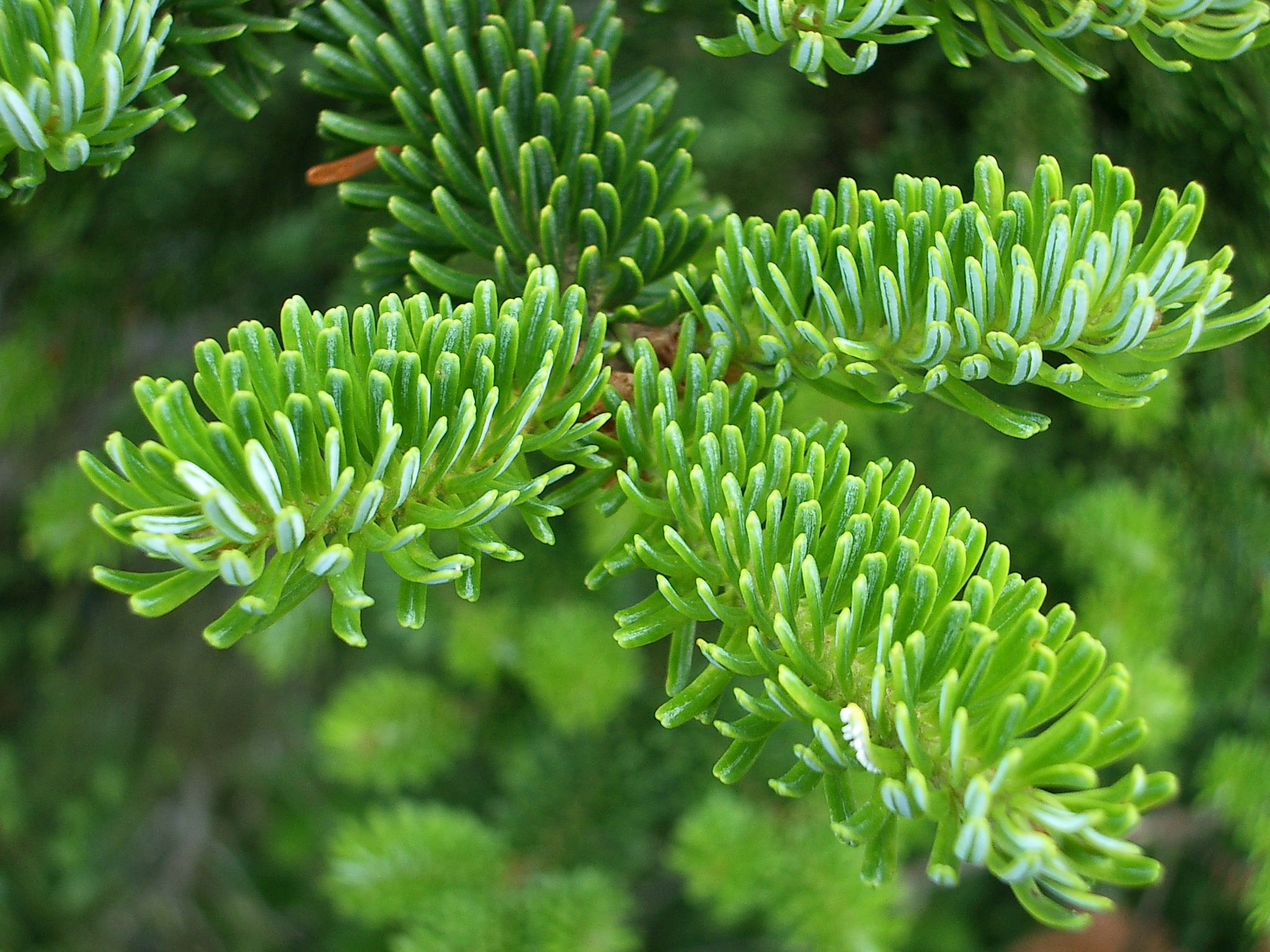
Aghi
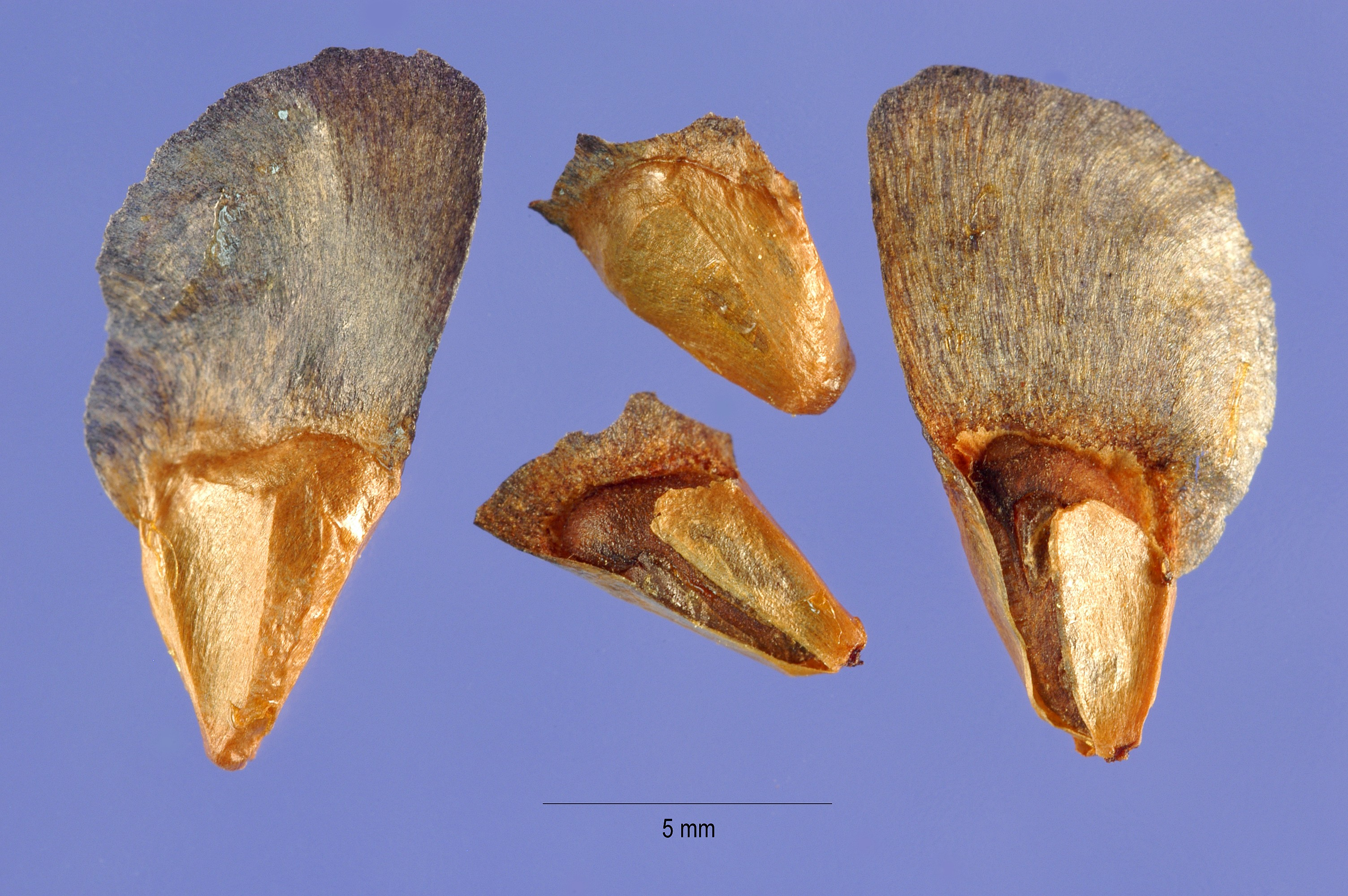
Semi
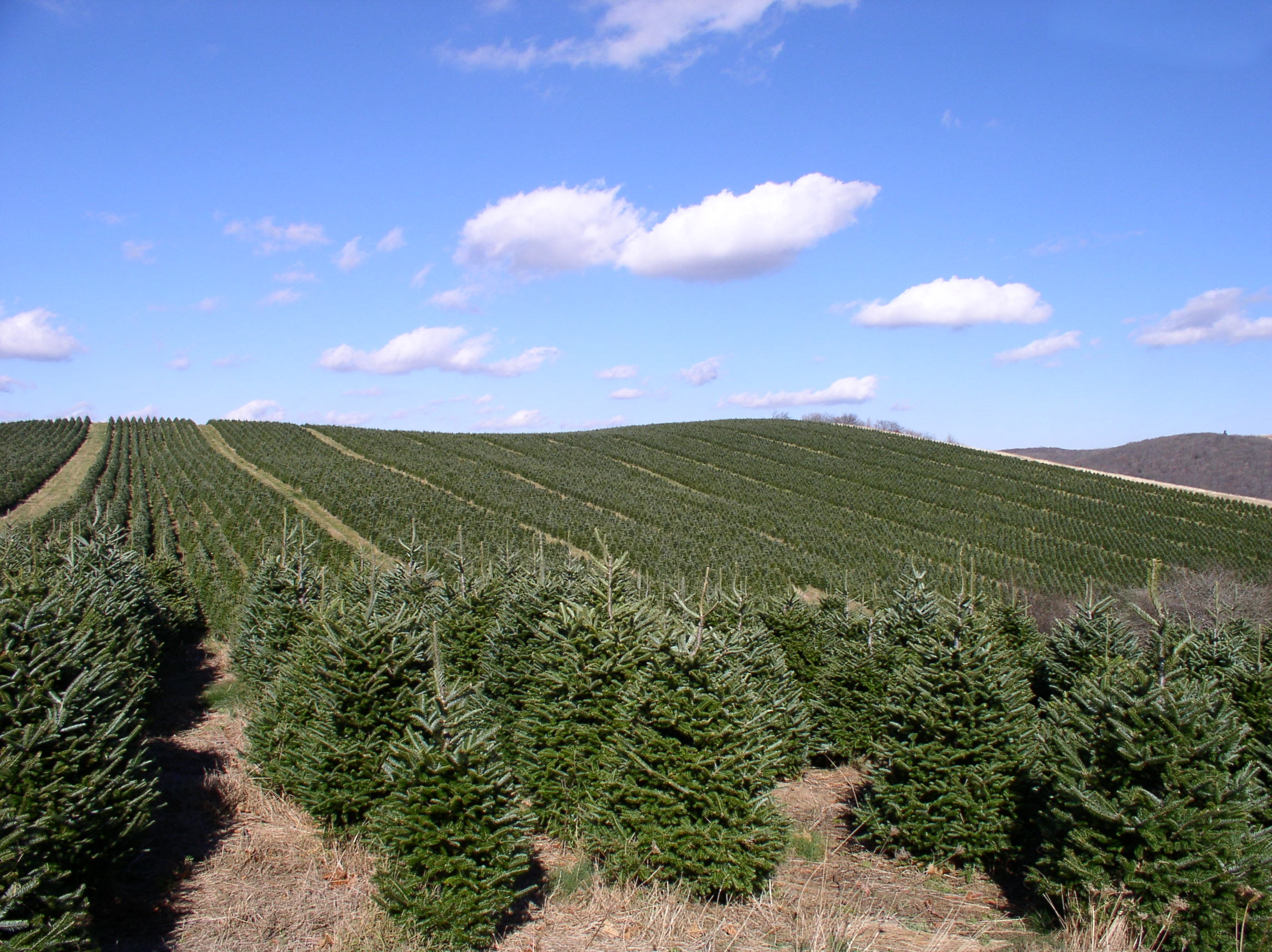
Coltivazioni di alberi di Natale
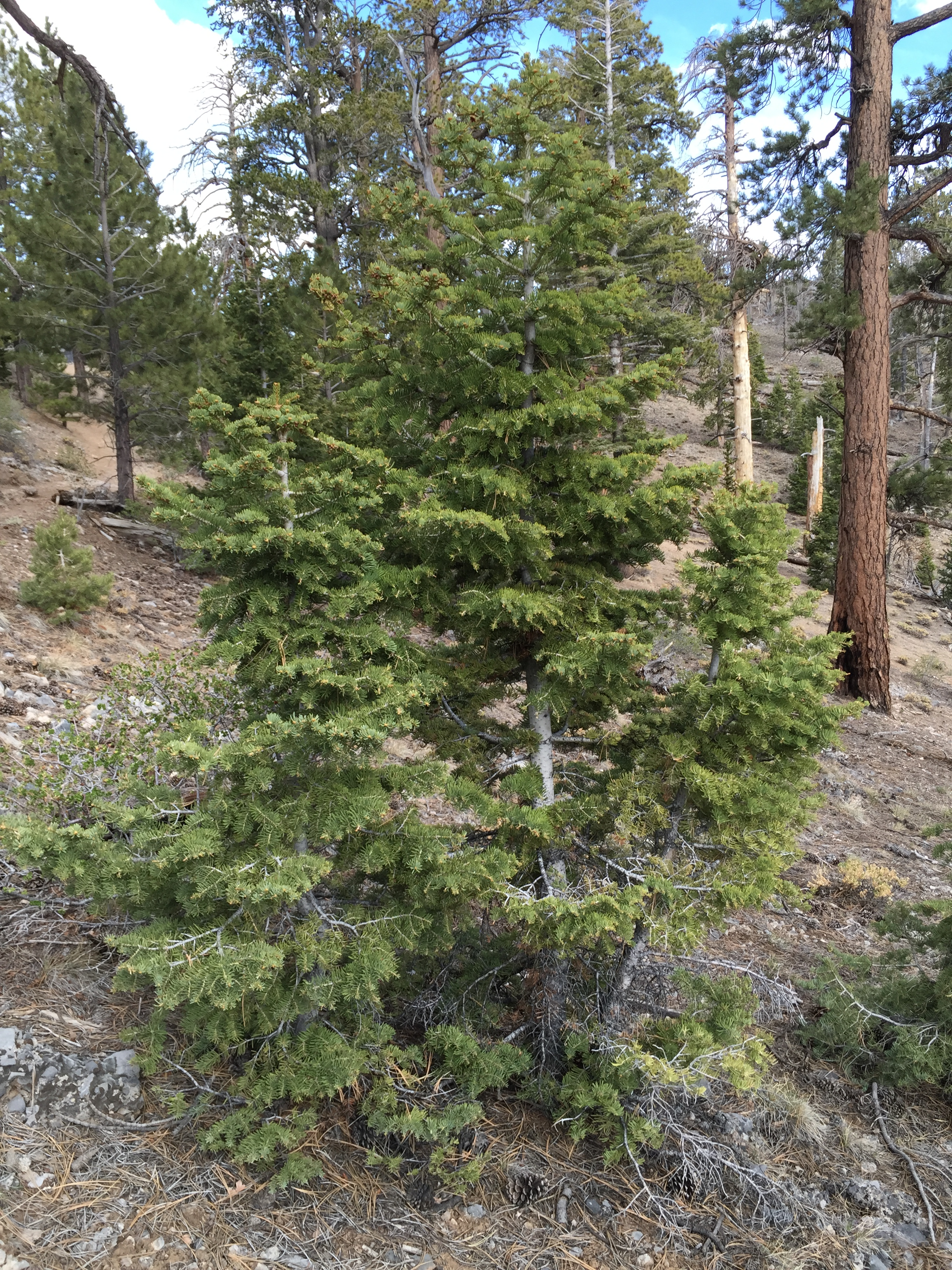
Giovane abete del Colorado
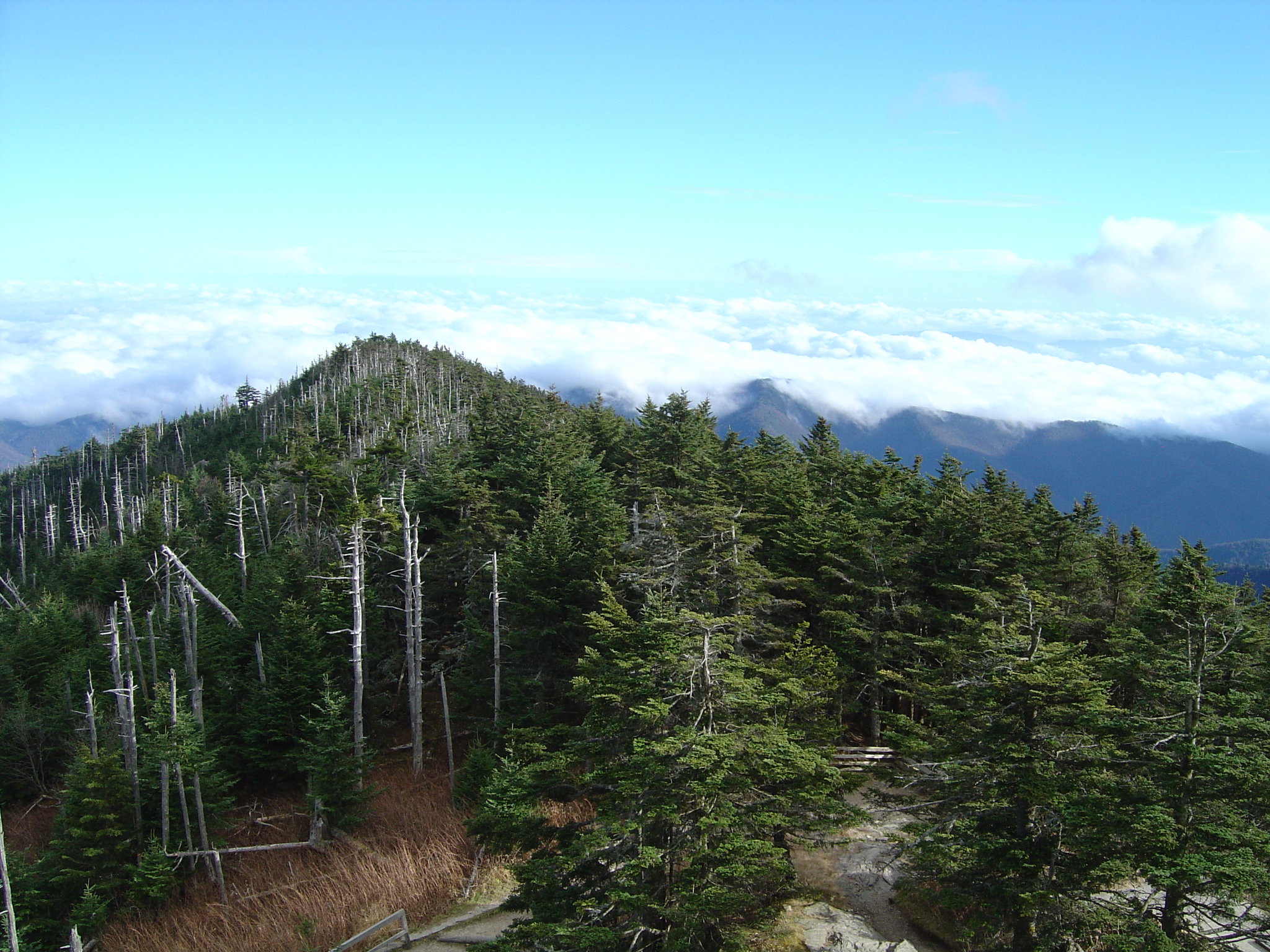
Fustaia di abete di Fraser
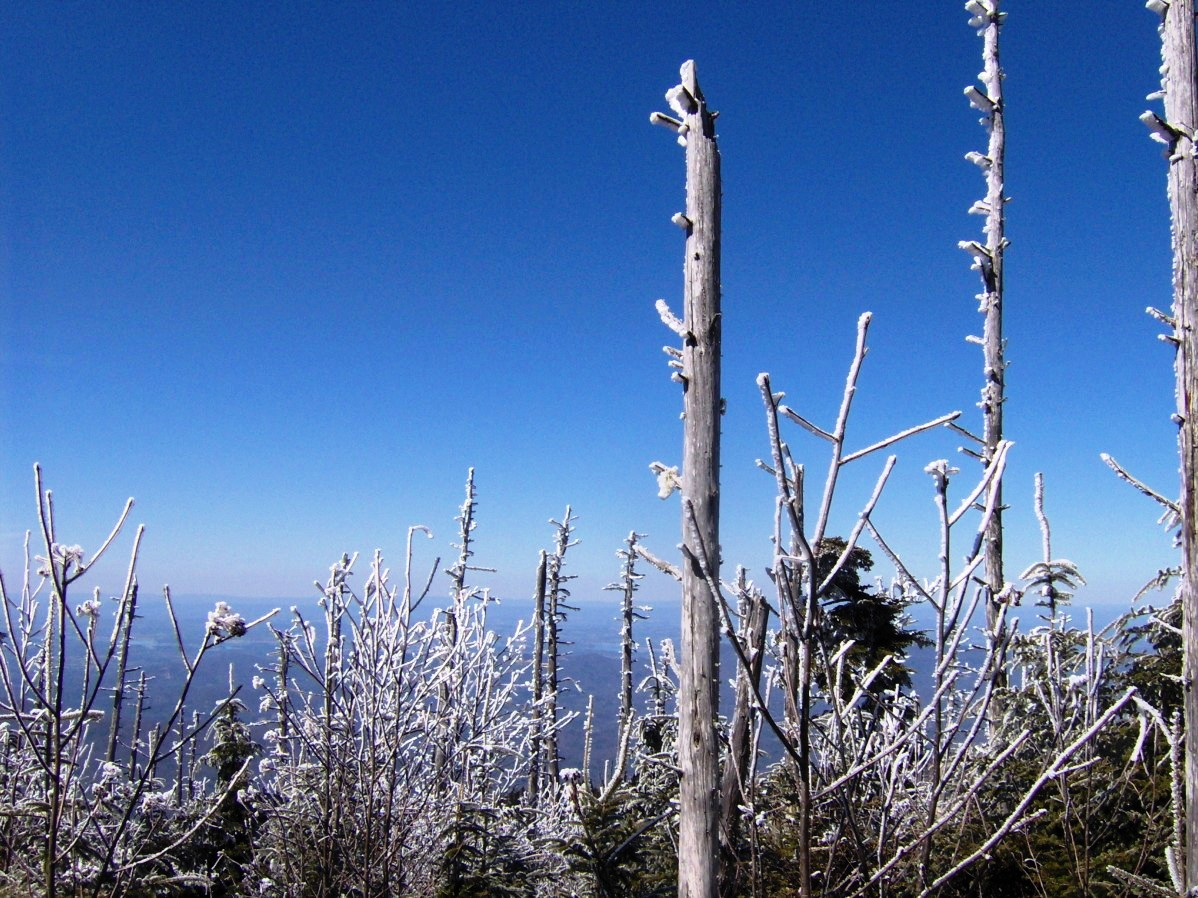
Abeti di Fraser uccisi dal parassita
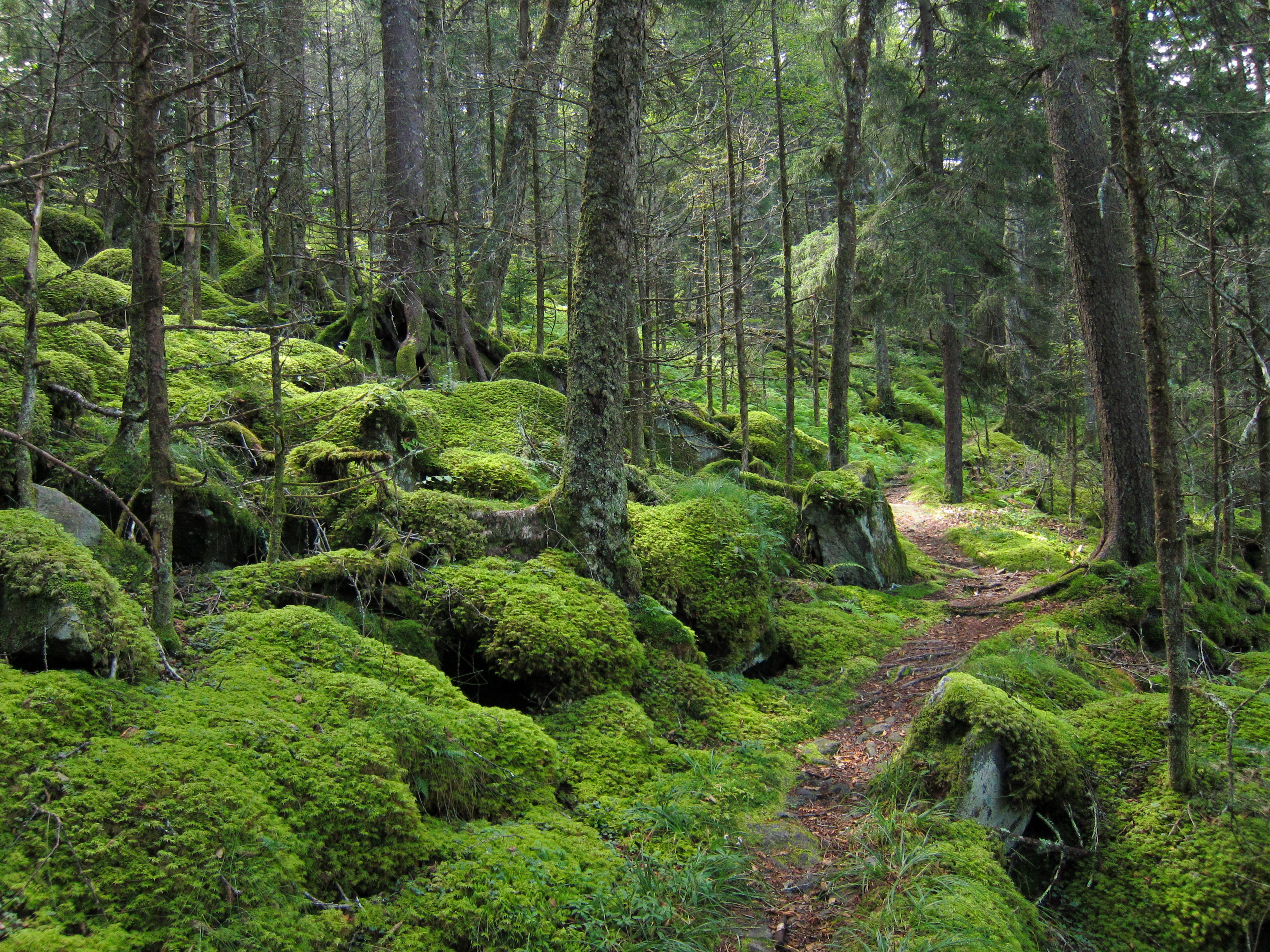
Sottobosco tipico